# بنجي اوزتورك
بنجي اوزتوك (بالتركية: Bengi Öztürk)‏، وُلدت في ألمانيا 28 ديسمبر 1980، هي مُمثلة تركية.

## الأعمال
شاركت في مسلسات عديده ومنها
- سمعة 2005 بدور ياسمين
- Yalanci Bahar
- زهرة القصر 2013 بدور ملك
- وفي فيلم بأسم ( Hosgeldin Hayat )

بدور سيراب عام 2004

## وصلات خارجية
- بنجي اوزتورك على موقع IMDb (الإنجليزية)

- بينجي أوزتورك على قاعدة بيانات الأفلام على الإنترنت